# Ассиотис, Андреас
Андреас Ассиотис (греч. Ανδρέας Ασσιώτης; род. 6 февраля 1996, Никосия) — кипрский футболист, полузащитник. Сын Димитриса Ассиотиса.

## Биография
Воспитанник клуба АПОЭЛ. Дебютировал в его составе 26 октября 2015 года, выйдя на замену на 69-й минуте в матче 8-го тура чемпионата Кипра против «Неа Саламина» (9:0). В сезоне 2016/17 на правах аренды выступал за клуб второго дивизиона «Олимпиакос» (Никосия).
С 2017 года выступает за студенческую команду «Олбани Грейт Дейнс», представляющую Университет штата Нью-Йорк в Олбани, США.

## Достижения
АПОЭЛ
- Чемпион Кипра: 2015/16

## Личная жизнь
Его отец Димитрис Ассиотис (р. 1971) — также был футболистом, сыграл 6 матчей за сборную Кипра.